# Susiluoto (ö i Norra Savolax, Kuopio, lat 63,00, long 27,38)
Susiluoto är en ö i Finland. Den ligger i sjön Kallavesi (norra delen) och i kommunen Kuopio i den ekonomiska regionen  Kuopio ekonomiska region  och landskapet Norra Savolax, i den centrala delen av landet, 300 km norr om huvudstaden Helsingfors. Öns största längd är 50 meter i nord-sydlig riktning.